# Tudor Ciuhodaru
Tudor Ciuhodaru (ur. 16 stycznia 1969 w Bacău) – rumuński polityk i lekarz, poseł do Izby Deputowanych, deputowany do Parlamentu Europejskiego IX kadencji.

## Życiorys
W 1987 ukończył szkołę średnią w rodzinnej miejscowości, a w 1993 studia medyczne na Universitatea de Medicină și Farmacie „Grigore T. Popa” w Jassach. Kształcił się również w zakresie farmacji i toksykologii, w 2007 na macierzystej uczelni uzyskał magisterium z toksykologii klinicznej, w 2009 doktoryzował się tamże w zakresie nauk medycznych. Specjalizował się w medycynie ratunkowej. Pracę w zawodzie lekarza podjął w 1994 w Jassach, w późniejszym czasie zajął się także działalnością dydaktyczną jako nauczyciel akademicki. W latach 2004–2008 kierował oddziałem ratunkowym w jednym ze szpitali w Jassach.
Działał w Partii Socjaldemokratycznej. Z ramienia tego ugrupowania w wyborach w 2008 został wybrany do Izby Deputowanych. W 2010 został posłem niezależnym, w 2011 przez pewien czas należał do frakcji Partii Narodowo-Liberalnej. W 2012 uzyskał poselską reelekcję z listy Partii Ludowej – Dan Diaconescu. W 2015 dołączył do Narodowego Związku na rzecz Rozwoju Rumunii. W 2016 powrócił do socjaldemokratów, zdobywając w tym samym roku po raz trzeci mandat deputowanego. W 2019 uzyskał mandat posła do Parlamentu Europejskiego IX kadencji. W 2024 związał się z prawicowym ugrupowaniem Sojusz na rzecz Jedności Rumunów.